# Campionati italiani estivi di nuoto 1978
I Campionati italiani assoluti di nuoto 1978 si sono svolti a Milano dal 13 al 16 luglio 1978. È stata utilizzata la vasca da 50 metri.

## Podi

### Uomini
| Evento               | Oro                                                                              | Tempo    | Argento                                                                    | Tempo    | Bronzo                                                                                  | Tempo    |
| Stile libero         |                                                                                  |          |                                                                            |          |                                                                                         |          |
| 100 m                | Marcello Guarducci                                                               | 51"60    | Paolo Revelli                                                              | 53"03    | Raffaele Franceschi                                                                     | 53"20    |
| 200 m                | Marcello Guarducci                                                               | 1'53"13  | Giorgio Quadri                                                             | 1'54"74  | Raffaele Franceschi                                                                     | 1'56"14  |
| 400 m                | Giorgio Quadri                                                                   | 4'01"26  | Marcello Guarducci                                                         | 4'03"94  | Giovanni Nagni                                                                          | 4'05"35  |
| 1500 m               | Giorgio Quadri                                                                   | 16'06"31 | Federico Silvestri                                                         | 16'07"02 | Giovanni Nagni                                                                          | 16'08"65 |
| Dorso                |                                                                                  |          |                                                                            |          |                                                                                         |          |
| 100 m                | Enrico Bisso                                                                     | 1'00"02  | Daniele Cerabino                                                           | 1'00"98  | Davide Petrelli                                                                         | 1'01"36  |
| 200 m                | Daniele Cerabino                                                                 | 2'09"71  | Marco Colombo                                                              | 2'13"53  | Francesco Bertorotta                                                                    | 2'14"54  |
| Rana                 |                                                                                  |          |                                                                            |          |                                                                                         |          |
| 100 m                | Giorgio Lalle                                                                    | 1'06"22  | Cesare Fabbri                                                              | 1'08"59  | Renato Possanzini                                                                       | 1'09"28  |
| 200 m                | Giorgio Lalle                                                                    | 2'24"65  | Cesare Fabbri                                                              | 2'28"00  | Fabrizio Minelli                                                                        | 2'29"61  |
| Farfalla             |                                                                                  |          |                                                                            |          |                                                                                         |          |
| 100 m                | Riccardo Urbani                                                                  | 57"66    | Emanuele Armellini                                                         | 57"84    | Paolo Barelli                                                                           | 57"97    |
| 200 m                | Emanuele Armellini                                                               | 2'05"83  | Fabio Bracaglia                                                            | 2'05"92  | Alessandro Griffith                                                                     | 2'06"67  |
| Misti                |                                                                                  |          |                                                                            |          |                                                                                         |          |
| 200 m                | Paolo Revelli                                                                    | 2'09"86  | Giovanni Franceschi                                                        | 2'11"52  | Marco Fiocchi                                                                           | 2'12"44  |
| 400 m                | Giovanni Franceschi                                                              | 4'40"17  | Marco Fiocchi                                                              | 4'41"63  | Marco Dell'Uomo                                                                         | 4'42"18  |
| Staffette            |                                                                                  |          |                                                                            |          |                                                                                         |          |
| 4x100 m stile libero | De Gregorio Paolo Revelli Lucio Notturni Riccardo Urbani Marco Dell'Uomo         | 3'39"10  | Canottieri Aniene Marco Fiocchi Luca Vangelista Luzzietti Pietro Tornaboni | 3'40"07  | Lazio Nuoto Andrea Ceccarini Carlo Rossato Giorgio Quadri Fabio Bracaglia               | 3'40"72  |
| 4x200 m stile libero | Lazio Nuoto Fabio Bracaglia Giorgio Quadri Alessandro Margheritini Carlo Rossato | 7'53"50  | De Gregorio Marco Dell'Uomo Riccardo Urbani Sellani Paolo Revelli          | 7'56"74  | Nuotatori Milanesi Giovanni Franceschi Marcello Rigamonti Maragnoli Raffaele Franceschi | 7'57"64  |
| 4x100 m mista        | Fiamme Oro Enrico Bisso Giorgio Lalle Paolo Barelli Luigi Barelli                | 4'00"32  | De Gregorio Lucio Notturni Stefano Farina Riccardo Urbani Paolo Revelli    | 4'05"15  | Nuoto 2000 Mattia Florit Davide Peloso Marco Tornatore Fabrizio Rampazzo                | 5'05"53  |

### Donne
| Evento               | Oro                                                                             | Tempo   | Argento                                                                     | Tempo   | Bronzo                                                                                 | Tempo   |
| Stile libero         |                                                                                 |         |                                                                             |         |                                                                                        |         |
| 100 m                | Cinzia Savi Scarponi                                                            | 59"52   | Carol Galimberti                                                            | 59"81   | Manuela Dalla Valle                                                                    | 1'00"57 |
| 200 m                | Cinzia Savi Scarponi                                                            | 2'07"63 | Roberta Felotti                                                             | 2'09"97 | Fulvia Cornella                                                                        | 2'10"77 |
| 400 m                | Roberta Felotti                                                                 | 4'24"75 | Giuditta Pandini                                                            | 4'26"56 | Eleonora Bortolotti                                                                    | 4'29"67 |
| 800 m                | Roberta Felotti                                                                 | 8'58"01 | Giuditta Pandini                                                            | 9'06"48 | Fabiola Cinque                                                                         | 9'11"79 |
| Dorso                |                                                                                 |         |                                                                             |         |                                                                                        |         |
| 100 m                | Manuela Carosi                                                                  | 1'08"06 | Tiziana Bertolani                                                           | 1'08"48 | Manuela Dalla Valle                                                                    | 1'08"55 |
| 200 m                | Tiziana Bertolani                                                               | 2'22"06 | Cristina Grugni                                                             | 2'25"97 | Daniela Residori                                                                       | 2'26"21 |
| Rana                 |                                                                                 |         |                                                                             |         |                                                                                        |         |
| 100 m                | Monica Corò                                                                     | 1'16"11 | Manuela Dalla Valle                                                         | 1'16"54 | Sabrina Seminatore                                                                     | 1'16"85 |
| 200 m                | Sabrina Seminatore                                                              | 2'43"68 | Laura Dusio                                                                 | 2'44"31 | Monica Corò                                                                            | 2'44"89 |
| Farfalla             |                                                                                 |         |                                                                             |         |                                                                                        |         |
| 100 m                | Cristina Quintarelli                                                            | 1'03"06 | Cinzia Savi Scarponi                                                        | 1'04"09 | Cinzia Rampazzo                                                                        | 1'05"66 |
| 200 m                | Cristina Quintarelli                                                            | 2'17"68 | Cinzia Rampazzo                                                             | 2'18"22 | Carla Di seri                                                                          | 2'21"96 |
| Misti                |                                                                                 |         |                                                                             |         |                                                                                        |         |
| 200 m                | Manuela Dalla Valle                                                             | 2'23"65 | Cinzia Rampazzo                                                             | 2'24"79 | Cinzia Savi Scarponi                                                                   | 2'25"88 |
| 400 m                | Cinzia Savi Scarponi                                                            | 5'06"68 | Cinzia Rampazzo                                                             | 5'08"03 | Fabiola Cinque                                                                         | 5'08"94 |
| Staffette            |                                                                                 |         |                                                                             |         |                                                                                        |         |
| 4x100 m stile libero | Roma Nuoto Cinzia Savi Scarponi Silvia Persi Carla Di Seri Paola Persi          | 4'08"22 | De Gregorio Fabiola Cinque Michela La Pietra Pelati Cristina Quintarelli    | 4'09"32 | Libertas Dino Rora Maria Cristina Ponteprimo Saccinto Susanna Falchero Monica Vallarin | 4'09"95 |
| 4x200 m stile libero | San Donato Stella Pergola Maria Grazia Pandini Roberta Felotti Giuditta Pandini | 8'52"16 | Roma Nuoto Giuliana Scornayenchi Sterpetti Paola Persi Cinzia Savi Scarponi | 8'53"52 | De Gregorio Fabiola Cinque Michela La Pietra Cristina Quintarelli Alippi               | 8'58"51 |
| 4x100 m misti        | Roma Nuoto Manuela Carosi Claudia Corradi Cinzia Savi Scarponi Silvia Persi     | 4'33"73 | Caronno Pertusella Carol Galimberti Manuela Dalla Valle Mariani Vicentini   | 4'36"81 | Fiat Ricambi Bonassin Laura Dusio Tiziana Rachetto Barbara Cassinelli                  | 4'39"15 |